# Osman Atilgan
Osman Atilgan (* 1. August 1999 in Nordenham; türkische Schreibweise Osman Atılgan) ist ein deutscher Fußballspieler mit türkischen Wurzeln. Der Flügelspieler steht seit 2024 beim Greifswalder FC unter Vertrag.

## Karriere
Über den VfB Oldenburg und den JFV Nordwest wechselte Atilgan 2017 in die Jugendabteilung von Dynamo Dresden. Im Sommer 2018 erhielt er seinen ersten Profi-Vertrag bei der SGD mit einer Laufzeit von 3 Jahren. Sein Pflichtspiel-Debüt feierte er unter Trainer Maik Walpurgis am 23. Dezember 2018. Beim 3:1-Auswärtssieg beim MSV Duisburg wurde Atilgan in der 69. Spielminute für Barış Atik eingewechselt. Sein erstes Zweitliga-Tor erzielte er bei seinem Startelf-Debüt am 30. Januar 2019 gegen Arminia Bielefeld. Das Heimspiel verlor Dynamo Dresden mit 3:4.
Ab dem 6. Spieltag der Drittligaspielzeit 2019/20 verlieh Dynamo den Stürmer bis Saisonende an Hansa Rostock, um Spielpraxis zu erlangen, kam aber aufgrund einer Schambeinentzündung nur zu zwei Ligaeinsätzen. Im Januar 2020 wurde die Leihe vorzeitig beendet und Atilgan kehrte nach Dresden zurück. Im September 2020 folgte ein Wechsel zu Preußen Münster, neun Monate später zum Viertligisten FC Rot-Weiß Koblenz. Dort erlitt Atilgan einen Mittelfußbruch, gewann aber vorher mit der Mannschaft den Rheinlandpokal. Am 31. Januar 2022 wechselte er zum 1. FC Lokomotive Leipzig in die Regionalliga Nordost. Mit den Leipzigern gewann er 2023 den sächsischen Landespokal. 
Im Herbst 2024 schloss er sich ligaintern dem Greifswalder FC an, mit dem er 2024/25 den 6. Platz erreichte.

## Erfolge
- Rheinlandpokalsieger: 2021
- Sachsenpokalsieger: 2023